# Stolzmann-Krabbenratte
Die Stolzmann-Krabbenratte (Ichthyomys stolzmanni) ist ein Nagetier und die Typart der Gattung der Eigentlichen Fischratten, das im Westen von Südamerika verbreitet ist. Das Typusexemplar stammt aus der Provinz Chanchamayo in Peru. Die Art ist nach dem polnischen Naturforscher Jan Sztolcman benannt.

## Merkmale
Mit einer durchschnittlichen Kopf-Rumpf-Länge von 160 mm, einer Schwanzlänge von 177 bis 185 mm und einem Gewicht von etwa 140 g ist die Art ein recht großes rattenähnliches Tier. Sie hat 38 bis 41 mm lange Hinterfüße und 9 bis 11 mm lange Ohren. Das dunkelbraune Fell der Oberseite geht ohne deutliche Grenze in das hellere Fell der Unterseite über. Beim gut behaarten Schwanz ist die Oberseite dunkelbraun und die Unterseite weißlich. Die zentralen oberen Bereiche der Füße tragen kurze weiße und wenige lange braune Haare. Weitere Kennzeichen sind ein schmaler Schädel und abweichende Details der Backenzähne.

## Verbreitung und Lebensweise
Diese Fischratte lebt in den Anden von Ecuador bis ins zentrale Peru. Sie hält sich zwischen 2800 und 3400 Metern Höhe auf. Die Art bewohnt die Ökoregion Puna mit Grasflächen, feuchten Wäldern und Sumpfgebieten.
Die Stolzmann-Krabbenratte lebt im Umfeld von klaren schnellfließenden Gewässern. Sie schwimmt oft und frisst verschiedene wirbellose Tiere wie Krabben, Garnelen, Asseln und wasserlebende Insekten sowie Fische. Dafür besucht die Art gelegentlich Aufzuchtstationen für Lachsfische. Soweit bekannt sind die Tiere nacht- und tagaktiv sowie bodenbewohnend. Zum Fortpflanzungsverhalten gibt es keine Angaben.

## Gefährdung
Im Verbreitungsgebiet finden Waldrodungen statt. Einleitung von Düngemitteln und Abwässern in die Bäche wirken sich negativ aus. Die IUCN listet die Stolzmann-Krabbenratte mit unzureichender Datenlage (data deficient), da keine Informationen zur Größe der Population vorliegen.